# Римас, Юозас-Витаутас Броняус
Юозас-Витаутас Броняус Римас (лит. Juozas Vytautas Rimas; род. 25 марта 1942, д. Линксмакальнис Каунасского района Литвы) ― литовский гобоист и музыкальный педагог, солист симфонического оркестра филармонии Литовской ССР, профессор Литовской академии музыки, офицер Ордена Витаутаса Великого (2004).

## Биография
Юозас Римас окончил Каунасское музыкальное училище по классу Витаутаса Кертяниса в 1960 году. В 1965 году он окончил Вильнюсскую консерваторию по классу Р. Джюгаса. После её окончания Римас учился в аспирантуре Ленинградской консерватории под руководством Александра Паршина и окончил её в 1969 году.
С 1965 Римас был солистом-концертмейстером группы гобоев симфонического оркестра филармонии Литовской ССР. С 1964 по 1983 год он играл в составе квинтета духовых инструментов. С 1968 годах Юозас Римас преподаёт в Вильнюсской консерватории (в настоящее время — Литовской академии музыки и театра).
С самого начала своей исполнительской карьеры Римас также активно выступал как солист. Он осуществил запись 5 сольных грампластинок, а также принимал участие в ряде записей как классической, так и современной музыки и даже двух дисков музыки в стиле фри-джаз. Римас стал первым исполнителем более чем 40 сочинений современных композиторов, некоторые из которых посвящены ему. В 2004 году он был награждён офицерским крестом ордена Витаутаса Великого.